# Solwind
Solwind (acronyme de Solar Wind en français Vent solaire) ou P78-1 est un  observatoire spatial développé par des laboratoires de recherche militaires américains pour étudier les sources astronomiques de rayons X et gamma dont le Soleil. Ce satellite de 850 kg est lancé en 1979 par une fusée Atlas-F OIS et placé sur une orbite héliosynchrone. Le satellite reprend l'architecture de la série des observatoires spatiaux OSO avec deux parties distinctes : une partie en rotation dite « la Roue » et une partie, appelée « la Voile » pointant en permanence vers le Soleil grâce à un moteur électrique. La Voile porte les instruments qui analysent le rayonnement solaire ainsi que le panneau solaire qui génère l'énergie électrique du satellite. La Roue abrite les fonctions de support du satellite ainsi que certains instruments scientifiques. La charge utile de Solwind est composée de 7 détecteurs. En 1985, la capacité de ses batteries chute fortement tandis que la perte des enregistreurs sur bande magnétique impose la retransmission en temps réel des données scientifiques recueillies. L'Armée américaine choisit d'en faire l'objectif d'un test de son missile antisatellite ASM-135. Le 13 septembre 1985 le satellite est détruit, alors qu'il se trouve à une altitude de 525 kilomètres par un missile tiré depuis un chasseur F-15. L'explosion crée 285 débris spatiaux détectables qui ont tous été détruits en 2008 en faisant leur rentrée atmosphérique.